# Kaptanganj (Nepal)
Kaptanganj – gaun wikas samiti we wschodniej części Nepalu w strefie Kośi w dystrykcie Sunsari. Według nepalskiego spisu powszechnego z 2001 roku liczył on 1327 gospodarstw domowych i 8146 mieszkańców (3893 kobiet i 4253 mężczyzn).